# 月之桂
月之桂（月の桂），日本酒，於昭和三十九年（1964年）開始發售，傳承逾300年，為日本濁酒始祖，喝起來類似香檳，有碳酸水的口感。
朦朧甘甜與豐沛酒香，是17%酒精的生酒，半發酵後直接入瓶而製造出瓶中氣體，為利用瓶內發酵所生的起泡特性（二氧化碳）所釀造而成的日式香檳。目前由（株）增田德兵衛商店所販售。